# Betlanovce

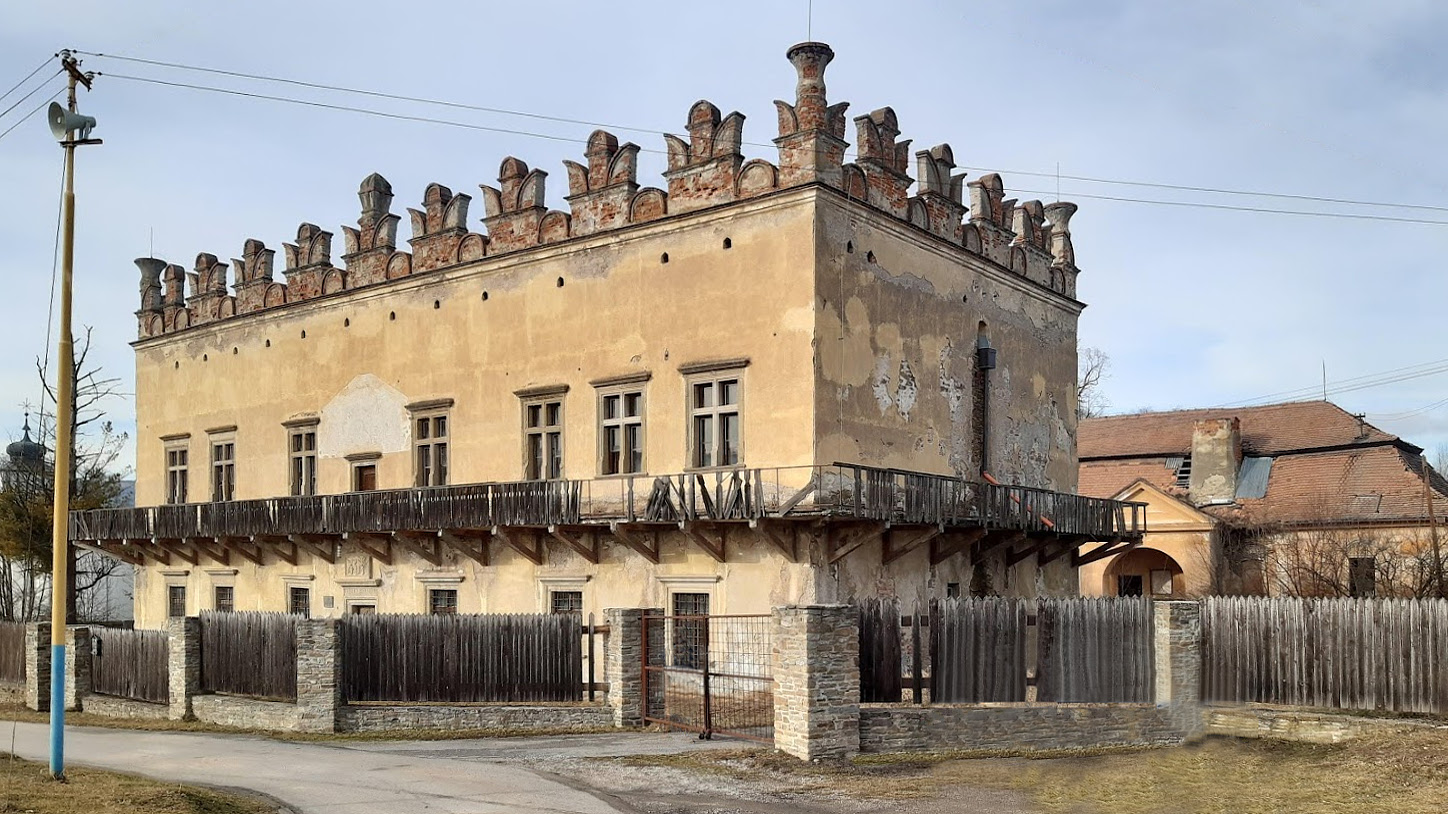
Maison de la famille Thurzó à Betlanovce. Février 2020.

Betlanovce (allemand : Bethelsdorf, hongrois : Betlenfalva) est un village de Slovaquie situé dans la région de Košice.

## Histoire
Première mention écrite du village en 1311.

## Démographie

### Évolution de la population
| Année:               | 1994. | 2004.    | 2014.   | 2024.    |
| -------------------- | ----- | -------- | ------- | -------- |
| Nombre de personnes: | 503   | 636      | 694     | 776      |
| Différence:          |       | +26,44 % | +9,11 % | +11,81 % |

| Année:               | 2023. | 2024. |
| -------------------- | ----- | ----- |
| Nombre de personnes: | 776   | 776   |
| Différence:          |       | +0 %  |

## Patrimoine
- Château renaissance bâti entre 1564 et 1568 par Peter Feigel et Helena Bobst.
- Cimetière juif